# 한꺼번에 두 주인을

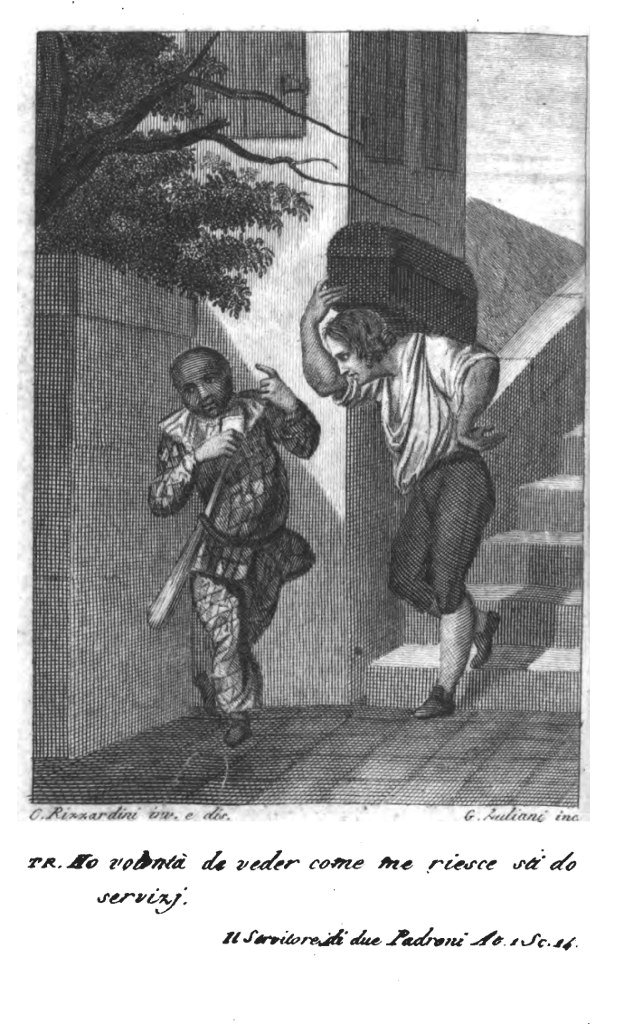

한꺼번에 두 주인을(이탈리아어: Il servitore di due padroni)은 1746년에 극작가 카를로 골도니가 쓴 코미디 작품이다.
클라리체는 실비오와의 결혼을 앞두고 죽은 줄 알았던 정혼자 페데리고가 살아 돌아오자 낙담한다. 페데리고는 특별한 사정으로 정체를 감춘 채 베니스의 한 여관집에서 묵게 된다. 비슷한 시기에 플로린도라는 사연 많은 청년 역시 이 여관집에서 묵기로 한다. 꾀바른 트루팔디노가 돈 욕심에 한꺼번에 두 주인을 섬기게 되면서 페데리고와 플로린도는 알 수 없는 인연으로 엮이게 된다. 트루팔디노가 거짓을 거짓으로 덮기 위해 동분서주하는 모습을 코믹하게 그려 내고 있다.
이 작품에는 다양한 계층의 인물이 등장해 새로운 사회에 대한 골도니의 비전을 드러낸다. 과거 지중해 해상 강국이었던 베네치아는 상권이 대서양으로 옮겨 가면서 무역 중심지로서의 주도권을 상실했다. 18세기 골도니가 살았던 때 베네치아는 문화 예술의 중심지로 부상하지만, 도박과 매춘이 성행하는 환락의 중심지이기도 했다. 그때 베네치아 귀족 여성들의 타락상은 이미 널리 알려져 있었다. 한편 당시 유럽을 풍미한 사상은 계몽주의였다. 모든 판단의 기준은 이성이었다. 이런 배경에서 골도니는 경제적으로나 도덕적으로 쇠락해 가던 베네치아의 실제 모습과는 상반된, 자신이 꿈꾸는 이상적인 사회상을 작품에 담아내곤 했다. 골도니의 작품에서는 특히 부르주아 중산층이 베네치아를 이끌어 갈 이상적인 계급으로 묘사되곤 한다. ＜한꺼번에 두 주인을＞에서도 상인 판탈로네와 여관집 주인 브리겔라가 융통성 있고 신뢰할 만한 인물로 등장하고 있다.
골도니의 극에서는 새로운 사회를 주도할 이상적인 여성의 모습 또한 발견된다. 남성 인물들은 조금씩 도덕적 결함을 보이는 반면 여성 인물들은 정숙하고 정직하고 명예롭고 교양과 인내와 평판과 현명함을 두루 갖춘 모습으로 등장한다. 상대방의 신분이나 돈에 현혹되지 않고 부도덕한 남자에게 의지하지 않는 독립적이고 주체적인 여성 인물들의 활약을 골도니의 여러 작품에서 확인할 수 있다. ≪한꺼번에 두 주인을≫에서도 마찬가지다. 여주인공 베아트리체는 사랑을 쟁취하기 위해 남장도 불사하고 연인을 찾아나선다. 클라리체는 연인에 대한 일편단심과 포용력, 우정을 나눈 베아트리체의 비밀을 지켜 주기 위해 죽음 앞에서도 굴복하지 않는 신의까지 갖춘 여성이다. 하녀 스메랄디나는 남성 중심의 사회적 분위기 속에서 여성이 처한 불리한 입장 등을 꿰뚫어보는 통찰력을 가졌다. 게다가 계급을 따지지 않고 언제나 바른말을 해대는 인물로 묘사된다.
18세기에 이르러 코메디아델라르테의 인기는 조금씩 시들해진다. 골도니는 보다 다양하고 고양된 형식을 원하는 시대 요구에 부합하면서도 코메디아델라르테만의 장점을 잘 살려 수준 높은 코미디를 선보인다. 가면에 고정되었던 전형적인 캐릭터는 가면을 벗어나면서 관객과 공감을 형성하는 인간적인 인물들로 새로 태어났다. ≪한꺼번에 두 주인을≫은 골도니식 잘 짜인 코미디 극의 정수를 보여 준다.